# توغچه جانیتز
توغچه جانیتز (انگلیسی: Tuğçe Canıtez؛ زادهٔ ۱۰ نوامبر ۱۹۹۰) بازیکن بسکتبال اهل ترکیه است.
وی در مسابقات کشوری و بین‌المللی در مجموع برندهٔ ۱ مدال برنز شده‌است.